# انداهوایلاس
انداهوایلاس (به اسپانیایی: Andahuaylas) یک منطقهٔ مسکونی در پرو است که در انداهوایلاس واقع شده‌است.

## خصوصیات
انداهوایلاس ۳۷۰٫۰۳ کیلومترمربع مساحت و ۳۴٬۰۸۷ نفر جمعیت دارد و ۲٬۹۲۶ متر بالاتر از سطح دریا واقع شده‌است.